# Опришени (Јаши)
Опришени (рум. Oprișeni) насеље је у Румунији у округу Јаши у општини Цуцора. Oпштина се налази на надморској висини од 34 m.

## Становништво
Према подацима из 2002. године у насељу је живело 705 становника, од којих су сви румунске националности.